# Xiangshan (Ningbo)

Lage von Beilun im Gebiet der Stadt Ningbo

Der Kreis Xiangshan (象山县; Pinyin Xiàngshān Xiàn) ist ein Kreis in der chinesischen Provinz Zhejiang. Er gehört zur provinzunmittelbaren Verwaltungszone Ningbo. Xiangshan hat eine Landfläche von 1382 km² und zählte im Jahr 2020 ca. 544.000 Einwohner. Das Seegebiet des Kreises umfasst 6618 km², mit 505 Inseln. Die gesamte Küstenlänge mit allen Buchten beträgt 925 km. Es gibt 25 für den Tourismus geeignete Sandstrände mit einer Gesamtlänge von 15,1 km.

## Geschichte
Ende 1987 fand ein Schüler des Xiangshan-Gymnasiums am Fuß des Pagodenbergs bzw. Tashan (塔山) im Straßenviertel Dandong verzierte Tonscherben, die sich zu einem Gefäß zusammensetzen ließen. Bei ab dem 28. Januar 1988 durchgeführten Ausgrabungen wurden Objekte aus der Jungsteinzeit etwa 4000 v. Chr. bis in die Zhou-Dynastie etwa 500 v. Chr. gefunden. Die frühen Objekte wurden der Hemudu-Kultur und der Majiabang-Kultur zugeordnet, Funde aus den mittleren Schichten entstammten der Songze-Kultur, die spätneolithischen Funde der Liangzhu-Kultur.
Seit dem 5. März 2013 steht die Tashan-Stätte auf der Liste der Denkmäler der Volksrepublik China.
Während der Zeit der Frühlings- und Herbstannalen (770–476 v. Chr.) gehörte das Kreisgebiet zum Staat Yue, die Menschen lebten primär vom Fischfang. 334 v. Chr., während der Zeit der Streitenden Reiche, wurde Yue von Chu annektiert, das Kreisgebiet bildete die südliche Staatsgrenze. Nach der Reichseinigung durch Ying Zheng im Jahr 221 v. Chr. gehörte das Gebiet als Kreis Yin (鄞县) zur Kommandantur Kuaiji (会稽郡), dem heutigen Suzhou. Der Sitz der Kreisregierung befand sich im heutigen Stadtbezirk Fenghua von Ningbo. Während der Westlichen Han-Dynastie (206 v. Chr. – 9 n. Chr.) gehörte das Gebiet weiterhin zur Kommandantur Kuaiji, wurde aber in zwei Kreise aufgeteilt: Yinxian im Westen und Huipu (回浦县) im Osten. Diese Struktur wurde, mit wechselnden Namen, etwa 900 Jahre lang beibehalten. Im Jahr 706 der Tang-Dynastie erhielt der Kreis Xiangshan schließlich seinen heutigen Namen, der sich von dem wie ein niederknieender Elefant aussehenden Xiangshan bzw. Elefantenberg im Westen der Stadt ableitet. Der Sitz der Kreisregierung befand sich im damaligen Dorf Penglao (彭姥村) beim Fuxing-Kloster (福兴寺).
Seit 738 gehört Xiangshan zur Präfektur Mingzhou (明州), die 1381, um eine Verwechslung mit der gleichnamigen Dynastie zu vermeiden, in „Ningbo“ umbenannt wurde.
Ab 1912, dem ersten Jahr der Republik China, gab es eine ganze Reihe von Gebietsreformen. So war zum Beispiel der Kreis Ninghai von Oktober 1958 bis Oktober 1961, während des Großen Sprungs nach vorn, ein Teil von Xiangshan. Seit Ningbo 1983 in seinen heutigen Grenzen geschaffen wurde, existiert auch der Kreis Xiangshan in seiner heutigen Form.

## Administrative Gliederung

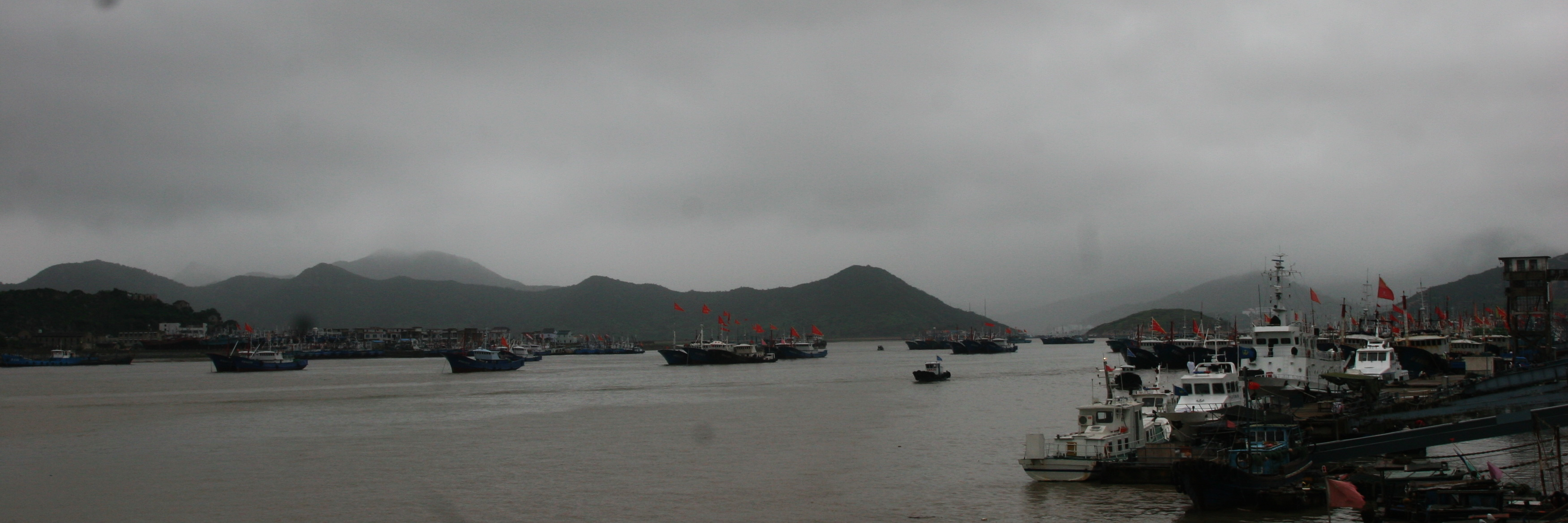
Hafen von Shipu im Kreis Xiangshan

Auf Gemeindeebene setzt sich Xiangshan aus drei Straßenvierteln, zehn Großgemeinden und fünf Gemeinden zusammen. Diese sind:
| Straßenviertel Dandong (丹东街道), Sitz der Kreisregierung; Straßenviertel Danxi (丹西街道); Straßenviertel Juexi (爵溪街道); Großgemeinde Daxu (大徐镇); Großgemeinde Dingtang (定塘镇); Großgemeinde Hepu (鹤浦镇); Großgemeinde Qiangtou (墙头镇); Großgemeinde Shipu (石浦镇); Großgemeinde Sizhoutou (泗洲头镇); | Großgemeinde Tuci (涂茨镇); Großgemeinde Xianyang (贤庠镇); Großgemeinde Xinqiao (新桥镇); Großgemeinde Xizhou (西周镇); Gemeinde Dongchen (东陈乡); Gemeinde Gaotangdao (高塘岛乡); Gemeinde Huangbi’ao (黄避岙乡); Gemeinde Maoyang (茅洋乡); Gemeinde Xiaotang (晓塘乡). |

## Häfen
Xiangshan verfügt über zwei kleinere Häfen, die seit dem 1. Januar 2006 administrativ zum Ningbo-Zhoushan-Hafen gehören und primär dem lokalen Warenverkehr und dem Tourismus dienen:
- Hafen von Xiangshan (象山港港区) an der Xiangshan-Bucht im Norden des Kreises. Es gibt Kais entlang der gesamten Bucht, von der Großgemeinde Qiangjiao (强蛟镇) im Kreis Ninghai bis zur Insel Waiganmen (外干门岛) an der östlichen Mündung der Bucht. Der Hafen von Xiangshan kann über eine 64,4 km lange und 350 m breite Fahrrinne erreicht werden.
- Hafen von Shipu (石浦港区) an der Sanmen-Bucht im Süden des Kreises. Anlegemöglichkeiten gibt es zwischen dem Ruomaoshan (箬帽山) in der Gemeinde Gaotangdao und Dongmendao (东门岛) am östlichen Stadtrand von Shipu. Der Hafen von Xiangshan kann über eine 43 km lange und 200 m breite Fahrrinne erreicht werden. Dies ist auch ein wichtiger Fischereihafen.[7]

Ursprünglich waren die beiden Häfen aus militärischen Gründen für ausländische Schiffe gesperrt. Seit den 1990er Jahren stellte die Kreisregierung vier Anträge, die Sperrung aufzuheben, die aber alle abgelehnt wurden. Erst als die Provinzregierung von Zhejiang im Jahr 2020 erneut einen Antrag stellte, wurde diesem Anfang November jenes Jahres vom Kommando der Kriegszone Ost stattgegeben. Dies eröffnete für beide Häfen neue Möglichkeiten zur Entwicklung.

## Große Hafenbrücke

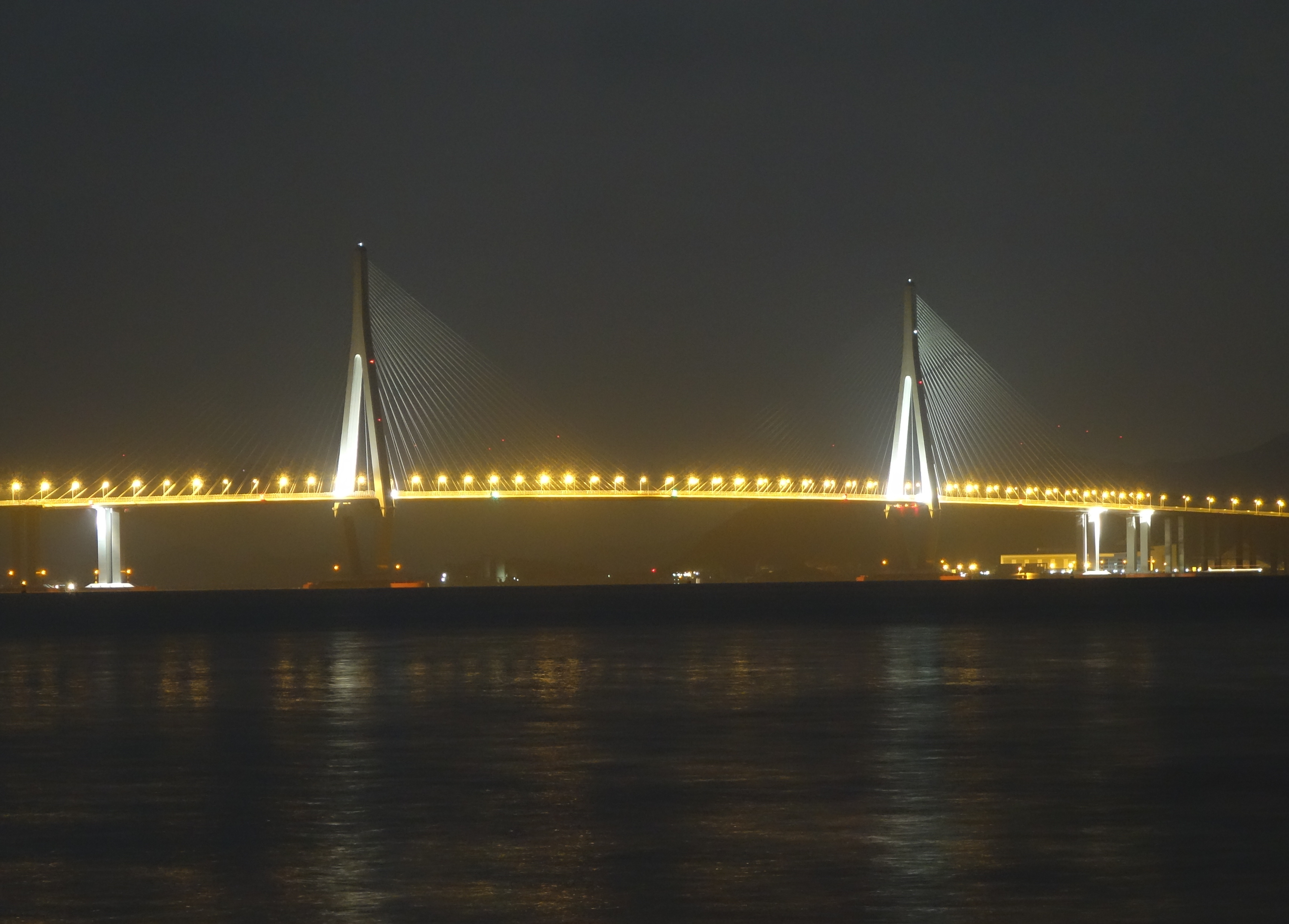
Hafenbrücke bei Nacht

Seit dem 29. Dezember 2012 ist der Kreis Xiangshan über die Große Hafenbrücke (象山港大桥) mit dem Stadtbezirk Yinzhou verbunden, wodurch sich die Fahrstrecke von der Kreisstadt nach Ningbo von 120 km auf 52 km verkürzt. Die Brücke über die Xiangshan-Bucht mit zwei Fahrspuren in jeder Richtung ist für eine Höchstgeschwindigkeit von 100 km/h freigegeben. Dadurch beträgt die Fahrtzeit nach Ningbo nun statt zwei Stunden nur noch 35 Minuten. Mit den Auffahrten ist die Brücke insgesamt 47 km lang, die eigentliche Brückenlänge beträgt 6750 m, wobei die längste überspannte Strecke 688 m misst, mit einer lichten Höhe von 53 m über dem Wasserspiegel. Die Pylone der Schrägseilbrücke sind 225 m hoch. Damit zählte die Hafenbrücke im Jahr 2021 zu den zehn größten Brücken Chinas. Die Brücke gehört zu einer Nebenstrecke der Autobahn Shenyang-Haikou, der Autobahn G1523, auch bekannt als „Yongguan-Autobahn“ (甬莞高速公路), von Ningbo nach Dongguan in der Provinz Guangdong.
Baubeginn für die über 10–15 m tiefes Wasser verlaufende Brücke war am 30. Dezember 2008, die Baukosten betrugen 7 Milliarden Yuan. Die Hafenbrücke kann Windgeschwindigkeiten von bis zu 167 km/h, also einem Wirbelsturm der Kategorie 2 widerstehen.
Zum Vergleich: die Qinglan-Brücke auf Hainan widersteht nur Windgeschwindigkeiten von bis zu 138 km/h bzw. Wirbelstürmen der Kategorie 1.

## Internationales kommerzielles Kosmodrom Ningbo
Die Zahl der orbitalen Raketenstarts der Volksrepublik China nahm in den letzten Jahren, vor allem aber nach der Wiederwahl Xi Jinpings, des Begründers der Raumfahrttraum-Doktrin, im März 2018 stark zu. Dies ist zum Teil auf Sondereffekte wie den Aufbau des – lange vorher geplanten – Beidou-Satellitennavigationssystems zurückzuführen, daneben gab es aber auch eine Zunahme von kommerziellen Satellitenstarts. Manche Experten waren der Meinung, dass angesichts der Tatsache, dass Trägerraketen wie die Changzheng 5 bis zu sechzig kleinere Satelliten auf einmal ins All befördern können, die Kapazität der existierenden Kosmodrome ausreichen würde.
Andererseits gab es von Seiten der für Raumfahrt zuständigen Abteilung für technische Systeme I bei der Nationalen Behörde für Wissenschaft, Technik und Industrie in der Landesverteidigung seit 2018 Überlegungen, zusätzlich zu den Kosmodromen der Volksbefreiungsarmee ein für alle interessierten Firmen nutzbares kommerzielles Kosmodrom zu erbauen.
Vor diesem Hintergrund beschloss die Regierung der provinzunmittelbaren Verwaltungszone Ningbo, in ein derartiges Projekt zu investieren. Im Juli 2020 war die Standortsuche für ein kommerzielles Kosmodrom in dem zum Kreis Xiangshan gehörenden Teil des Gewerbegebiets Südbucht abgeschlossen. 
Auf einem zum Kooperationsgebiet Xiangbao (象保合作区) im Osten der Großgemeinde Xinqiao gehörenden Gelände 
sollten Feststoffraketen sowie preisgünstige und umweltfreundliche flüssigkeitsgetriebene Trägerraketen mit kryogenen Treibstoffen von geländegängigen, mobilen Startrampen mit einer hohen Frequenz kleinere Nutzlasten von bis zu 5 t in erdnahe und sonnensynchrone Umlaufbahnen befördern. Hierbei dachte man auch an eine Zusammenarbeit mit den Ländern entlang der Neuen Seidenstraße,
weswegen das Projekt am Ende den Namen „Internationales kommerzielles Kosmodrom Ningbo“ (宁波国际商业航天发射中心) erhielt.
Vom 6. bis zum 16. Juli 2020 konnten Bürger bei der Kommission für Entwicklung und Reform Ningbo Einwände und Verbesserungsvorschläge vorbringen. Die China Aerospace Science and Technology Corporation und die China Aerospace Science and Industry Corporation, die mit ihren kommerziellen Tochterfirmen Chinarocket bzw. ExPace als Hauptkunden des Kosmodroms gesehen wurden, waren von Anfang an in die Planungen eingebunden.
Neben eigens angelegten ebenen Flächen für die Startfahrzeuge sollten auf dem zunächst 0,7 ha großen Areal auch fest installierte Startrampen und einfache, nur zeitweise besetzte Einrichtungen zur Bahnverfolgung und Steuerung gebaut werden. Eine lange Halle für die Endmontage und Überprüfung der Raketen war im Oktober 2021 bereits fertiggestellt.
Im April 2021 ging man von Gesamtkosten für das Kosmodrom in Höhe von 20 Milliarden Yuan aus, wovon 12 Milliarden in einer ersten Bauphase 2021–2025 anfallen würden, also während des 14. Fünfjahresplans.
Im endgültigen Ausbauzustand sollte das Kosmodrom 67 km² groß sein, davon 35 km² für das eigentliche Startgelände und 32 km² für ein Gewerbegebiet mit Einrichtungen der Raumfahrtindustrie, wo Raketen und Satelliten entwickelt und gebaut werden sowie die von den Satelliten zur Erde gefunkten Daten kommerziell verwertet werden sollten. Im Oktober 2021 ging man davon aus, dass auf dem Kosmodrom dann etwa 100 Starts pro Jahr erfolgen würden.
Am 2. Juni 2022 gründeten jedoch die Provinz Hainan, die China Aerospace Science and Technology Corporation, die China Aerospace Science and Industry Corporation und die China Satellite Network Corporation gemeinsam die Internationale Gesellschaft für kommerzielle Raumfahrtstarts mbH, Hainan (海南国际商业航天发射有限公司, kurz 海南商发) mit einem Stammkapital von 1,5 Milliarden Yuan und Sitz in Wenchang.
Das Kosmodrom Ningbo erhielt aus Gründen der Landesverteidigung keine Betriebsgenehmigung.
Stattdessen wurde ab dem 6. Juli 2022 angrenzend an das Kosmodrom Wenchang und dessen Infrastruktur nutzend das Kommerzielle Kosmodrom Hainan (海南商业航天发射场) gebaut.

## Schüleraustausch
Seit 2007 hält das Clavius-Gymnasium in Bamberg Kontakt mit dem 1942 gegründeten Xiangshan-Gymnasium (浙江省象山中学) in der Jingnan-Straße, regelmäßig finden Schüleraustausche statt. Auch die Binhai-Schule (象山县宁波滨海学校) im Straßenviertel Danxi und das Gymnasium Gernsheim in Gernsheim führen regelmäßige Schüleraustausche durch.